# Mistrovství světa v atletice 2005

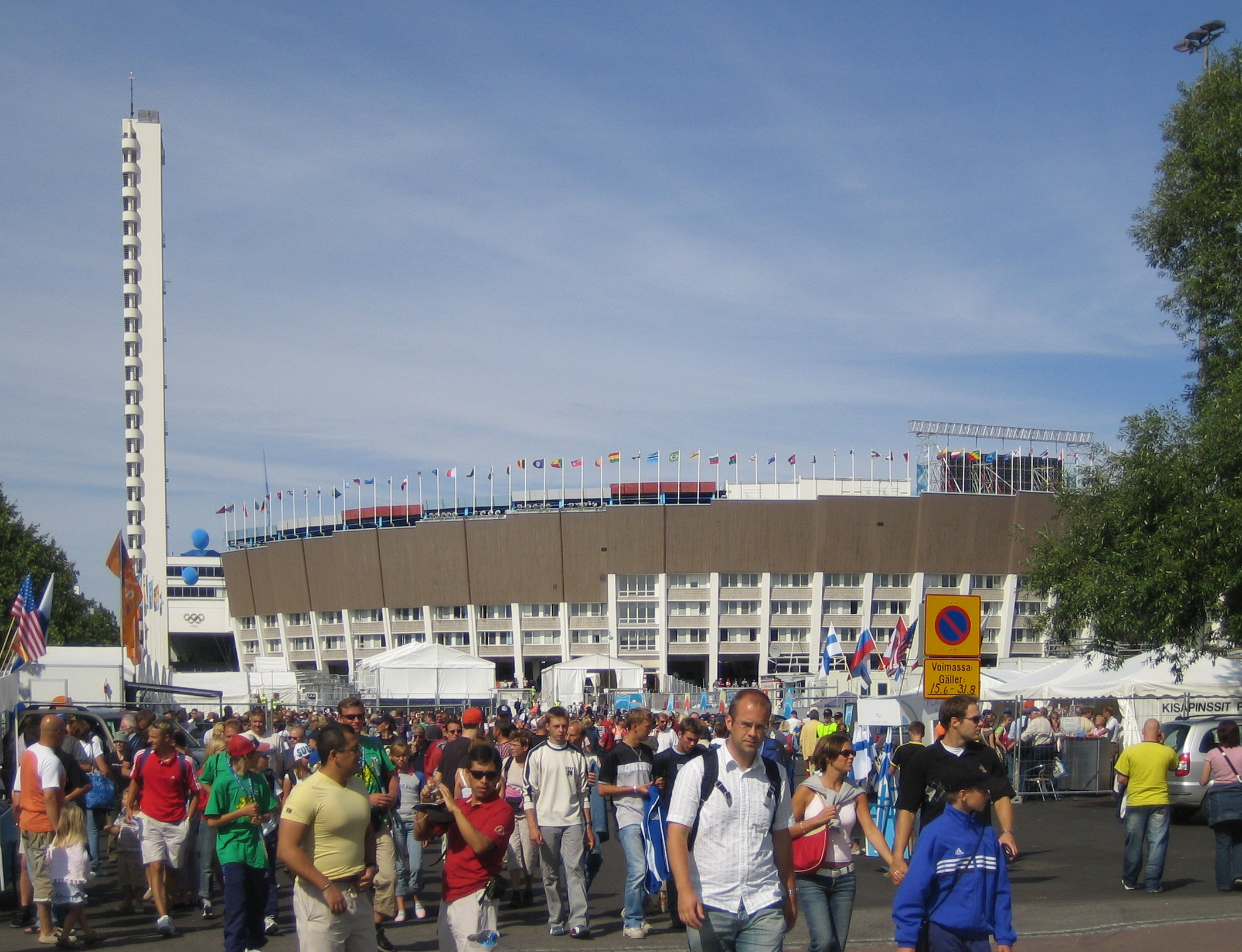
Olympijský stadion v Helsinkách v den zahájení 10. MS v atletice

10. mistrovství světa v atletice (oficiálním anglickým názvem: IAAF World Championship in Athletics Helsinki 2005) se uskutečnilo mezi 6. srpnem a 14. srpnem 2005 ve finských Helsinkách. Soutěže probíhaly na Olympijském stadionu a v jeho okolí. Mistrovství se zúčastnilo 1891 atletů ze 196 zemí a oblastí včetně 19 českých reprezentantů. Na programu mistrovství byl poprvé ženský závod na 3000 m steeplechase. Nejúspěšnější zemí se staly Spojené státy americké s 25 medailemi, Česká republika získala jednu stříbrnou a dvě bronzové medaile.

## Medailisté

### Muži
| Soutěž            | Zlato                                                                            | Stříbro                                                             | Bronz                                                                              |
| ----------------- | -------------------------------------------------------------------------------- | ------------------------------------------------------------------- | ---------------------------------------------------------------------------------- |
| 100 m             | Justin Gatlin                                                                    | Michael Frater                                                      | Kim Collins                                                                        |
| 200 m             | Justin Gatlin                                                                    | Wallace Spearmon                                                    | John Capel                                                                         |
| 400 m             | Jeremy Wariner                                                                   | Andrew Rock                                                         | Tyler Christopher                                                                  |
| 800 m             | Rašíd Ramzí                                                                      | Jurij Borzakovskij                                                  | William Yiampoy                                                                    |
| 1500 m            | Rašíd Ramzí                                                                      | Adil Kaouch                                                         | Rui Silva                                                                          |
| 5000 m            | Benjamin Limo                                                                    | Sileši Sihine                                                       | Craig Mottram                                                                      |
| 10 000 m          | Kenenisa Bekele                                                                  | Sileši Sihine                                                       | Moses Mosop                                                                        |
| Maraton           | Jaouad Gharib                                                                    | Christopher Isegwe Njunguda                                         | Tsuyoshi Ogata                                                                     |
| 110 m př.         | Ladji Doucouré                                                                   | Liou Siang                                                          | Allen Johnson                                                                      |
| 400 m př.         | Bershawn Jackson                                                                 | James Carter                                                        | Dai Tamesue                                                                        |
| 3000 m př.        | Sajf Saíd Šáhín                                                                  | Ezekiel Kemboi                                                      | Brimin Kipruto                                                                     |
| Štafeta 4 × 100 m | Francie Ladji Doucouré Ronald Pognon Eddy De Lépine Lueyi Dovy                   | Trinidad a Tobago Kevon Pierre Marc Burns Jacey Harper Darrel Brown | Velká Británie Jason Gardener Marlon Devonish Christian Malcolm Mark Lewis-Francis |
| Štafeta 4 × 400 m | Spojené státy americké Andrew Rock Derrick Brew Darold Williamson Jeremy Wariner | Bahamy Nathaniel McKinney Avard Moncur Andrae Williams Chris Brown  | Jamajka Sanjay Ayre Brandon Simpson Lansford Spence Davian Clarke                  |
| Chůze na 20 km    | Jefferson Pérez                                                                  | Francisco Javier Fernández                                          | Juan Manuel Molina                                                                 |
| Chůze na 50 km    | Sergej Kirďapkin                                                                 | Alexej Vojevodin                                                    | Alex Schwazer                                                                      |
| Skok do výšky     | Jurij Krymarenko                                                                 | Jaroslav Rybakov Víctor Moya                                        | neudělena                                                                          |
| Skok o tyči       | Rens Blom                                                                        | Brad Walker                                                         | Pavel Gerasimov                                                                    |
| Skok daleký       | Dwight Phillips                                                                  | Ignisious Gaisah                                                    | Tommi Evilä                                                                        |
| Trojskok          | Walter Davis                                                                     | Yoandri Betanzos                                                    | Marian Oprea                                                                       |
| Vrh koulí         | Adam Nelson                                                                      | Rutger Smith                                                        | Ralf Bartels                                                                       |
| Hod diskem        | Virgilijus Alekna                                                                | Gerd Kanter                                                         | Michael Möllenbeck                                                                 |
| Hod kladivem      | Vadim Děvjatovskij                                                               | Szymon Ziółkowski                                                   | Markus Esser                                                                       |
| Hod oštěpem       | Andrus Värnik                                                                    | Andreas Thorkildsen                                                 | Sergej Makarov                                                                     |
| Desetiboj         | Bryan Clay                                                                       | Roman Šebrle                                                        | Attila Zsivóczky                                                                   |

### Ženy
| Soutěž            | Zlato                                                                                    | Stříbro                                                                                       | Bronz                                                                                    |
| ----------------- | ---------------------------------------------------------------------------------------- | --------------------------------------------------------------------------------------------- | ---------------------------------------------------------------------------------------- |
| 100 m             | Lauryn Williamsová                                                                       | Veronica Campbellová                                                                          | Christine Arronová                                                                       |
| 200 m             | Allyson Felixová                                                                         | Rachelle Boone-Smithová                                                                       | Christine Arronová                                                                       |
| 400 m             | Tonique Williams-Darling                                                                 | Sanya Richardsová                                                                             | Ana Guevaraová                                                                           |
| 800 m             | Zulia Calatayudová                                                                       | Hasna Benhassi                                                                                | Taťjana Andrianovová                                                                     |
| 1500 m            | Taťjana Tomašovová                                                                       | Olga Jegorovová                                                                               | Bouchra Ghezielleová                                                                     |
| 5000 m            | Tiruneš Dibabaová                                                                        | Meseret Defarová                                                                              | Ejegayehu Dibabaová                                                                      |
| 10 000 m          | Tiruneš Dibabaová                                                                        | Berhane Adereová                                                                              | Ejegayehu Dibabaová                                                                      |
| Maraton           | Paula Radcliffová                                                                        | Catherine Ndereba                                                                             | Constantina Tomescuová                                                                   |
| 100 m př.         | Michelle Perryová                                                                        | Delloreen Ennisová-Londonová                                                                  | Brigitte Fosterová-Hyltonová                                                             |
| 400 m př.         | Julija Pečonkinová                                                                       | Lashinda Demusová                                                                             | Sandra Gloverová                                                                         |
| 3000 m př.        | Dorcus Inzikuruová                                                                       | Jekatěrina Volkovová                                                                          | Jeruto Kiptumová                                                                         |
| Štafeta 4 × 100 m | Spojené státy americké Angela Daigleová Muna Leeová Me'Lisa Barberová Lauryn Williamsová | Jamajka Daniele Browningová Sherone Simpsonová Aleen Baileyová Veronica Campbellová           | Bělorusko Julija Něstěrenková Natallia Solohubová Aljena Neŭmjaržyckaja Aksana Drahunová |
| Štafeta 4 × 400 m | Rusko Julija Pečonkinová Olesja Krasnomovecová Natalja Anťuchová Světlana Pospelovová    | Jamajka Shericka Williamsová Novlene Williamsová-Millsová Ronetta Smithová Lorraine Fentonová | Velká Británie Lee McConnellová Donna Fraserová Nicola Sandersová Christine Ohuruoguová  |
| Chůze na 20 km    | Olimpiada Ivanovová                                                                      | Ryta Turavová                                                                                 | Susana Feitorová                                                                         |
| Skok do výšky     | Kajsa Bergqvistová                                                                       | Chaunte Howardová                                                                             | Emma Greenová                                                                            |
| Skok o tyči       | Jelena Isinbajevová                                                                      | Monika Pyreková                                                                               | Pavla Hamáčková                                                                          |
| Skok daleký       | Tianna Madisonová                                                                        | Eunice Barberová                                                                              | Yargelis Savigneová                                                                      |
| Trojskok          | Trecia Smithová                                                                          | Yargelis Savigneová                                                                           | Anna Pjatychová                                                                          |
| Vrh koulí         | Olga Rjabinkinová                                                                        | Valerie Viliová                                                                               | Nadine Kleinertová                                                                       |
| Hod diskem        | Franka Dietzschová                                                                       | Natalja Sadovová                                                                              | Věra Cechlová-Pospíšilová                                                                |
| Hod kladivem      | Yipsi Morenová                                                                           | Taťána Lysenková                                                                              | Manuela Montebrunová                                                                     |
| Hod oštěpem       | Osleidys Menéndezová                                                                     | Christina Obergföllová                                                                        | Steffi Neriusová                                                                         |
| Sedmiboj          | Carolina Klüftová                                                                        | Eunice Barberová                                                                              | Margaret Simpsonová                                                                      |

## Medailové pořadí
| Umístění | Stát                   | Zlato | Stříbro | Bronz | Celkem |
| -------- | ---------------------- | ----- | ------- | ----- | ------ |
| 1.       | Spojené státy americké | 14    | 8       | 3     | 25     |
| 2.       | Rusko                  | 7     | 7       | 4     | 18     |
| 3.       | Etiopie                | 3     | 4       | 2     | 9      |
| 4.       | Kuba                   | 3     | 3       | 1     | 7      |
| 5.       | Francie                | 2     | 2       | 4     | 8      |
| 6.       | Švédsko                | 2     | 0       | 1     | 3      |
| 7.       | Bahrajn                | 2     | 0       | 0     | 2      |
| 8.       | Jamajka                | 1     | 5       | 2     | 8      |
| 9.       | Keňa                   | 1     | 2       | 4     | 7      |
| 10.      | Maroko                 | 1     | 2       | 0     | 3      |
| 11.      | Německo                | 1     | 1       | 5     | 7      |
| 12.      | Bělorusko              | 1     | 1       | 1     | 3      |
| 13.      | Bahamy                 | 1     | 1       | 0     | 2      |
| 13.      | Estonsko               | 1     | 1       | 0     | 2      |
| 13.      | Nizozemsko             | 1     | 1       | 0     | 2      |
| 16.      | Velká Británie         | 1     | 0       | 2     | 3      |
| 17.      | Ekvádor                | 1     | 0       | 0     | 1      |
| 17.      | Litva                  | 1     | 0       | 0     | 1      |
| 17.      | Katar                  | 1     | 0       | 0     | 1      |
| 17.      | Uganda                 | 1     | 0       | 0     | 1      |
| 17.      | Ukrajina               | 1     | 0       | 0     | 1      |
| 22.      | Polsko                 | 0     | 2       | 0     | 2      |
| 23.      | Česko                  | 0     | 1       | 2     | 3      |
| 24.      | Ghana                  | 0     | 1       | 1     | 1      |
| 24.      | Španělsko              | 0     | 1       | 1     | 2      |
| 26.      | Norsko                 | 0     | 1       | 0     | 1      |
| 26.      | Čína                   | 0     | 1       | 0     | 1      |
| 26.      | Nový Zéland            | 0     | 1       | 0     | 1      |
| 26.      | Tanzanie               | 0     | 1       | 0     | 1      |
| 26.      | Trinidad a Tobago      | 0     | 1       | 0     | 1      |
| 31.      | Japonsko               | 0     | 0       | 2     | 2      |
| 31.      | Portugalsko            | 0     | 0       | 2     | 2      |
| 31.      | Rumunsko               | 0     | 0       | 2     | 2      |
| 34.      | Austrálie              | 0     | 0       | 1     | 1      |
| 34.      | Finsko                 | 0     | 0       | 1     | 1      |
| 34.      | Itálie                 | 0     | 0       | 1     | 1      |
| 34.      | Kanada                 | 0     | 0       | 1     | 1      |
| 34.      | Maďarsko               | 0     | 0       | 1     | 1      |
| 34.      | Mexiko                 | 0     | 0       | 1     | 1      |
| 34.      | Svatý Kryštof a Nevis  | 0     | 0       | 1     | 1      |

## Galerie medailistů

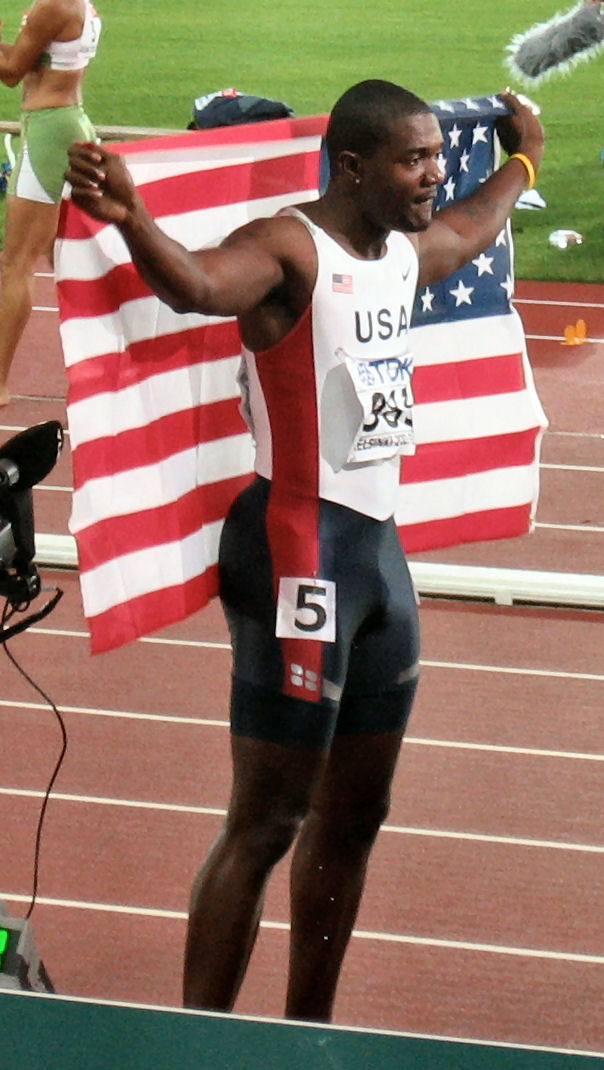
Justin Gatlin oslavuje vítězství v běhu na 100 metrů.
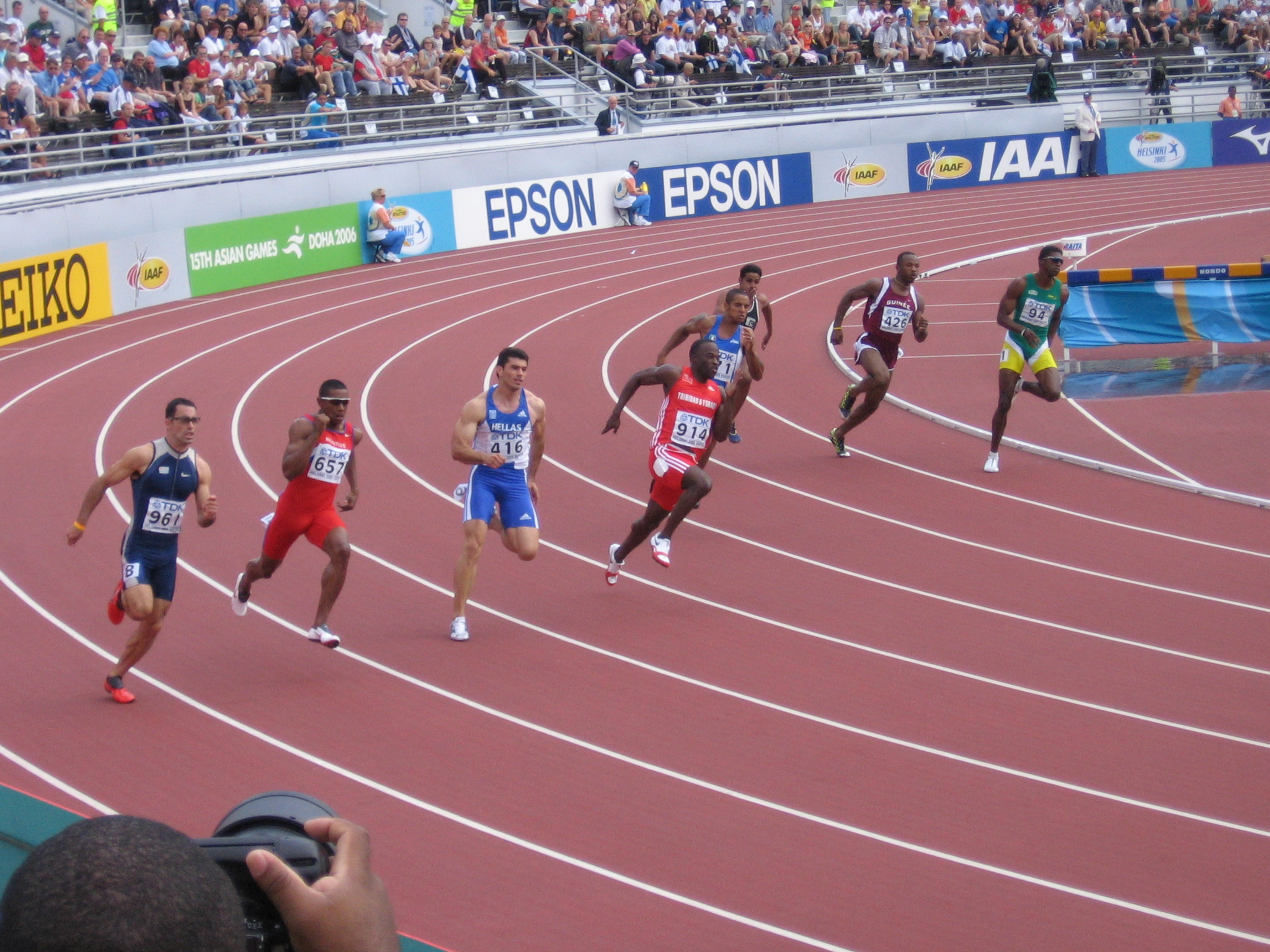
Běh na 200 metrů.
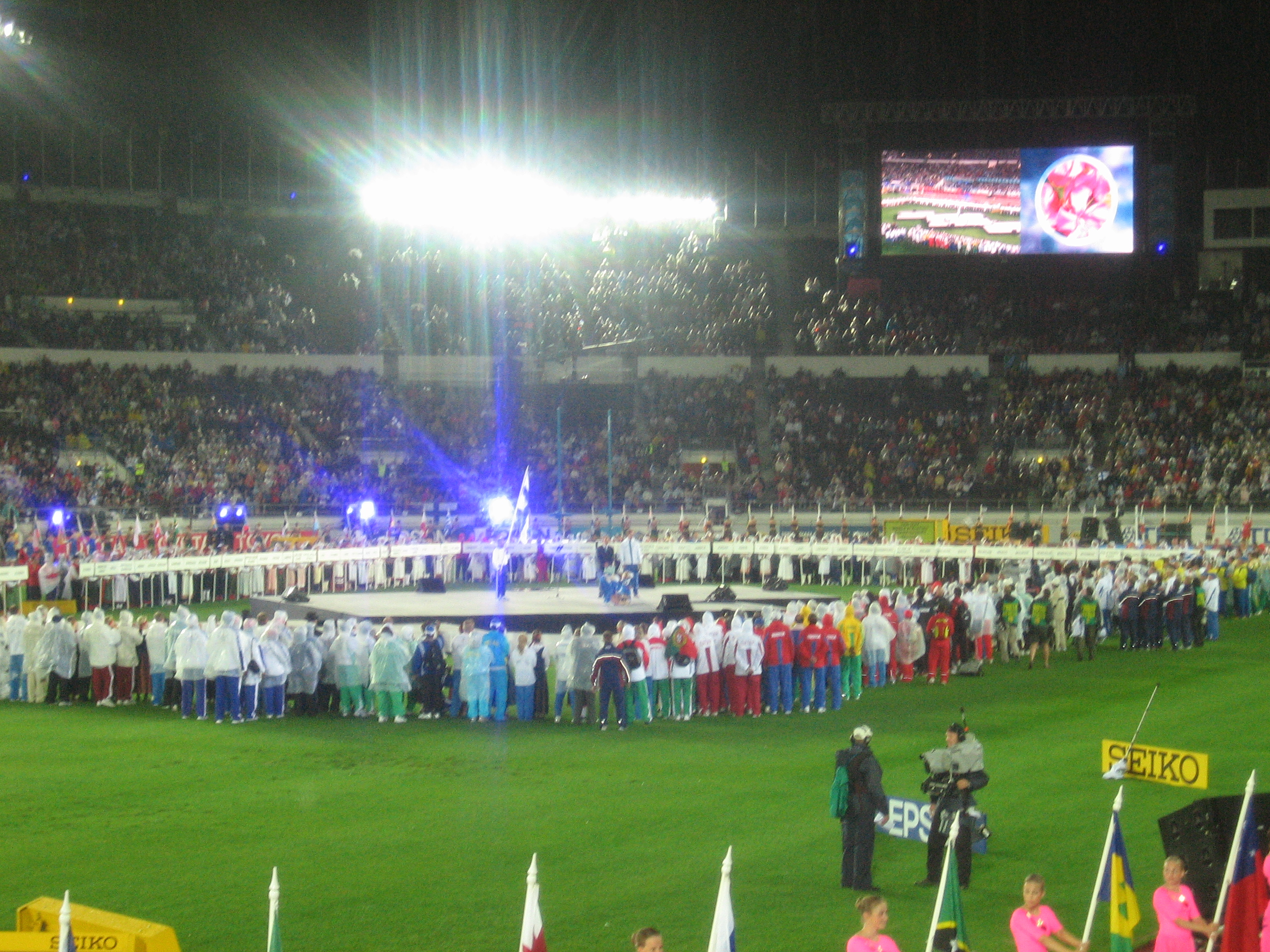
Zahajovací ceremoniál.